# Maurice Malpas
Maurice Daniel Robert Malpas (Dunfermline, 3. kolovoza 1962.) je škotski nogometni trener i bivši igrač. 
Tijekom svoje karijere igrao je za Dundee United, te je za škotsku reprezentaciju nastupio 55 puta.
Prije nego što je došao u Swindon, zadnju ekipu koju je trenirao bila je škotska reprezentacija za igrače do 21 godine starosti.